# Josef Eduard Ploner
Josef Eduard Ploner (* 4. Februar 1894 in Sterzing; † 23. Juni 1955 in Innsbruck) war ein österreichischer Lehrer, Chorleiter, Organist und Komponist.

## Leben
Josef Eduard Ploner studierte in Innsbruck bei Josef Pembaur d. Ä. sowie in Augsburg und Wien, wo er 1919 die Staatsprüfung ablegte. Danach arbeitete er in verschiedenen Schulen in Tirol als Lehrer. 1928 übersiedelte er nach Innsbruck, wo er Chöre gründete und ein Kammerorchester gründete und leitete. Er war Organist und konzertierte als Cembalist.
Ploner war während der Zeit des Nationalsozialismus aktiver Nationalsozialist. Kurz nach dem „Anschluss“ Österreichs an das Deutsche Reich beantragte Ploner am 28. Mai 1938 die Aufnahme in die NSDAP und wurde rückwirkend zum 1. Mai desselben Jahres aufgenommen (Mitgliedsnummer 6.360.225). Bereits im April 1938 hatte er einen stark antisemitischen Artikel in der Tiroler Tagespresse veröffentlicht, in dem er seine Mitwirkung an der nationalsozialistischen Kulturpolitik anbot und sich zur Blut-und-Boden-Ideologie bekannte.
Um 1941/42 komponierte er mit seinen fünfzehn Tiroler Fanfaren (op. 111) glorifizierende Widmungen an Personen der Tiroler Geschichte (Andreas Hofer, Walther von der Vogelweide u. a.) sowie an „Blutzeugen“ der nationalsozialistischen Bewegung in Tirol, darunter den SA-Standartenführer Vinzenz Waidacher sowie Friedrich Wurnig. 1942 gab er ein Liederbuch im Auftrag des Gauleiters Franz Hofer heraus, das Propaganda- und Volkslieder enthielt. Unter den enthaltenen Liedern war auch das von Ploner vertonte antisemitische Gedicht Tiroler Volkssturm 1944 des Imster Mundartdichters Jakob Kopp.
1952 schrieb Ploner die Symphonie in Es-Dur. Der erste Satz mit der Bezeichnung Ahnenerbe nimmt Bezug auf das SS-Ahnenerbe, dass die Theorie der arischen Herrenrasse wissenschaftlich untermauern sollte. Daneben wird in zwei Sätzen der Symphonie die Melodie von Wach auf du deutsches Land, das auch in der NS-Propaganda verwendet wurde, zitiert. Das Arrangement des Stückes fertigte der Komponist Sepp Tanzer, der neben Sepp Thaler als Ploners Schüler gilt, für die Uraufführung 1956 an.

## Publikationen
- (Hrsg.): Hellau! Liederbuch für Front und Heimat des Gaues Tirol-Vorarlberg. Im Auftrag des Gauleiters und Reichsstatthalters Franz Hofer, Illustrationen von Eberhard Heß, Verlag Voggenreiter, Potsdam 1942.